# Rökmössa

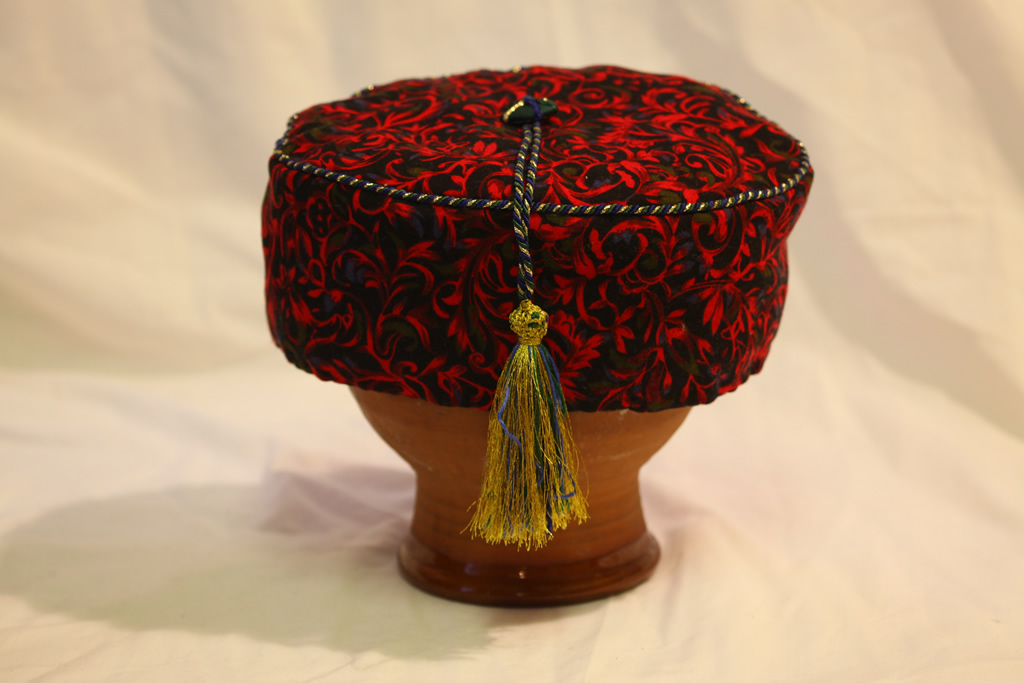
Rökmössa från 1800-talet.

En rökmössa är en huvudbonad som bars av herrar som ville skydda håret från röklukt. Den användes som komplement till rökrockarna och hade nästan alltid en turkisk/orientalisk stil. Rökmössan var som regel påkostad och välgjord.